# Liste du patrimoine immobilier classé de Lincent
Cette page regroupe l'ensemble du patrimoine immobilier classé de la ville belge de Lincent.
| Objet                                                                    | Année de construction / Architecte | Adresse                   | Section communale | Coordonnées                      | Numéro d’inventaire | Illustration                                                             |
| ------------------------------------------------------------------------ | ---------------------------------- | ------------------------- | ----------------- | -------------------------------- | ------------------- | ------------------------------------------------------------------------ |
| Ruines de l’ancienne église Saint-Pierre                                 |                                    | Rue de la Fontaine        | Lincent           | 50° 42′ 37″ nord, 5° 01′ 53″ est | 64047-CLT-0001-01   | Ruines de l’ancienne église Saint-Pierre                                 |
| Église Saint-Christophe de Racour                                        |                                    |                           | Racour            | 50° 44′ 20″ nord, 5° 01′ 47″ est | 64047-CLT-0002-01   |                                                                          |
| Presbytère (façades et toitures), mur d’enceinte du jardin et du portail |                                    | Rue Saint-Christophe, n°2 | Racour            | 50° 44′ 18″ nord, 5° 01′ 47″ est | 64047-CLT-0003-01   | Presbytère (façades et toitures), mur d’enceinte du jardin et du portail |